# National Pension Service of Korea
Der National Pension Service of Korea (NPS) (koreanisch: 국민연금공단; Hanja: 國民年金公團; Revidierte Romanisierung: Gukminyeongeumgongdan) ist ein 1999 gegründeter öffentlicher Pensionsfonds in Südkorea. Mit einem Vermögen von über 760 Milliarden Dollar ist er der drittgrößte Fonds der Welt und der größte Investor in Südkorea. Er ist der Fonds der gesetzlichen Rentenversicherung in Südkorea. Der NPS verwaltet die Altersvorsorge von mehr als 22 Millionen Menschen in Südkorea. Verantwortlich ist das südkoreanische Ministerium für Gesundheit und Wohlfahrt (Ministry of Health and Welfare, MOHW, Koreanisch: 보건복지부; Hanja: 保健福祉部).

## Geschichte
Im Dezember 1986 wurde das nationale Rentengesetz in Südkorea erlassen und daraufhin im September 1987 die nationale Rentenanstalt gegründet. Die Einführung des nationalen Rentensystems (beschränkt auf Betriebe mit 10 oder mehr Vollzeitbeschäftigten) folgte im Januar 1988. Dies wurde im Januar 1992 auf Betriebe mit fünf oder mehr Vollzeitbeschäftigten ausgeweitet. Im Januar 1993 wurden die ersten Sonderaltersrenten ausgezahlt. April 1995 folgte die Einrichtung des Nationalen Rentenforschungsinstituts und im Juli 1995 wurde die Pflichtversicherung auf Landwirte und Fischer in ländlichen Gebieten ausgedehnt. Ab August 1995 die Pflichtversicherung auf Ausländer mit Arbeitsplatz in Südkorea ausgedehnt und ab April 1999 folgte die Ausdehnung der Pflichtversicherung auf die Mehrheitsbevölkerung in Korea (Pflichtversicherung in städtischen Gebieten). Dies bereitete den Weg für die Gründung des National Pension Fund Management Center im November 1999 in Seoul als Investmentinstrument der Rentenversicherung. Zwischen Juli 2003~2006 erfolgte die schrittweise Ausweitung der Pflichtversicherung auf Unternehmen und Betriebe mit weniger als fünf Vollzeitbeschäftigten. Im Juli 2007 wurde das National Pension Fund Management Center in „Nation Pension Service“ (NPS) umbenannt, dessen internationales Servicezentrums 2009 eröffnet wurde. Im Februar 2017 erfolgte die Verlegung des NPSIM (National Pension Service Investment Management) nach Jeonju.
Das System weist Stand 2023 einen jährlichen Überschuss auf. Nach den am 27. Januar 2023 vom NPS veröffentlichten Bericht werden die Überschüsse bei den Beitragssätzen und der Wiederbeschaffungsquote bis 2041 und die Zahlungsfähigkeit des Fonds bis 2055 anhalten. Aufgrund des prognostizierten demografischen Wandels wurde vorgeschlagen, den Beitragssatz in den nächsten Jahren zwischen 1 und 2 % anzupassen, damit das System langfristig zahlungsfähig bleibt.
Der NPS hat im Mai 2024 beschlossen, ab 2025 ein Referenzportfolio einzuführen, das die Barrieren zwischen den Anlageklassen abbauen und die Flexibilität bei der Vermögensallokation fördern soll. Dies beinhaltet eine Erhöhung des Anteils von Investitionen in risikoreiche Anlagen auf bis zu 65 Prozent.

## Anlagen
2024 teilte sich das Anlagevermögen in 13,8 % inländische Aktien, 32,9 % weltweite Aktien, 29,9 % inländische festverzinsliche Wertpapiere, 7,1 % weltweit festverzinsliche Wertpapiere 16 % alternative Anlagen, sowie 1,4 % kurzfristige Vermögenswerte auf.
NPS ist der größte Kohlefinanzierer Südkoreas, der 2023 Anleihen und Aktien in Höhe von 20,5 Mrd. USD an inländischen Kohleunternehmen und 8,3 Mrd. USD an Kohleunternehmen weltweit hielt.
Der Gesamtwert der Auslandsimmobilien von NPS lag 2023 bei rund 25 Mrd. USD, davon 38,8 % in den USA in Europa 24,8 % und in Asien, einschließlich Australien, 20,5 %.